# Colletia spinosissima
Colletia spinosissima är en brakvedsväxtart som beskrevs av Johann Friedrich Gmelin. Colletia spinosissima ingår i släktet Colletia och familjen brakvedsväxter. Inga underarter finns listade i Catalogue of Life.

## Bildgalleri

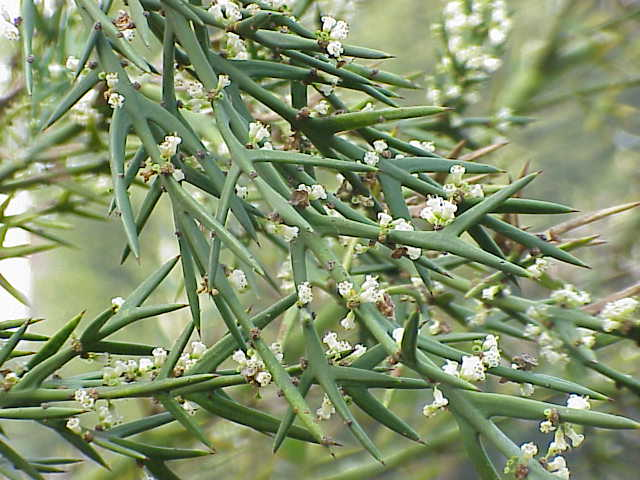
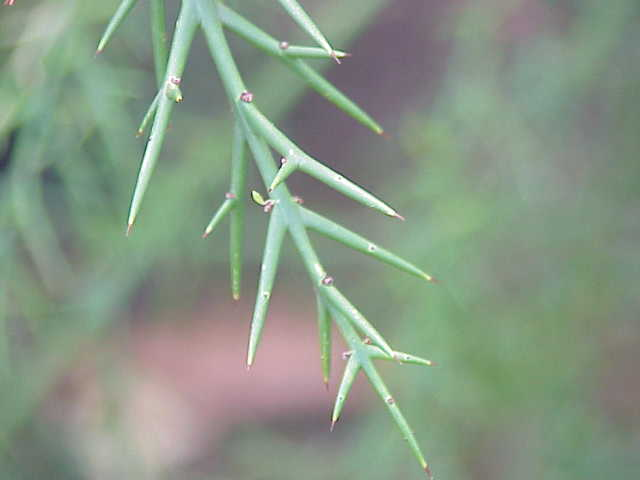
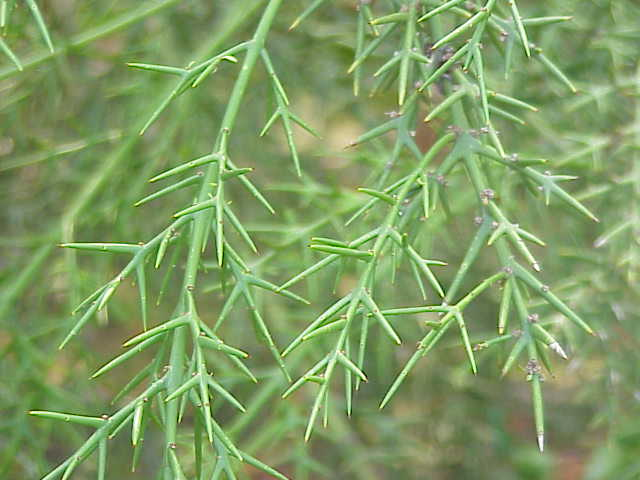
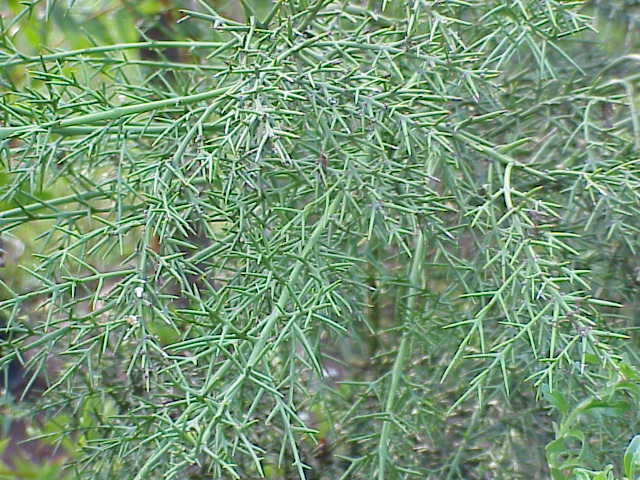